# Noć vještica 2 (1981.)
Noć vještica 2  američki je horor film iz 1981. godine redatelja Ricka Rosenthala. Nastavak je filma  Noć vještica iz 1978. godine iz serije filmova Noć vještica.
Radnja se nastavlja na radnju  prvog filma. Na istu noć, 31. listopada 1978., Dr. Sam Loomis (Donald Pleasence) još je uvijek u potjeri za svojim, naizgled nezaustavljivim, pacijentom Michaelom Myersom (Dick Warlock) koji nastavlja slijediti Laurie Strode (Jamie Lee Curtis) do obližnje bolnice.

## Radnja
31. listopada 1978., nastavljajući se na radnju  prvog filma, Laurie Strode (Jamie Lee Curtis) odvedena je u obližnju bolnicu nakon što ju je napao Michael Myers (Dick Warlock). Michael Myers nestao je nakon što je šest puta upucan i pao s drugog kata. Dr. Loomis odlučuje ga pronaći. Nakon bjega, Myers je ukrao mesarski nož iz doma starijeg bračnog para. Traživši sklonište kako bi se oporavio od ozljeda, Myers ubija djevojčicu Alice. Kasnije doznaje Laurienu lokaciju preko radio veze i kreće do bolnice Haddonfield Memorial. U međuvremenu, Laurie leži u bolnici u polusvjesnom stanju. Bolničar Jimmy (Lance Guest) zaljubio se u Laurie unatoč negodovanju glavne sestre, gđe. Alves. Dr. Loomis i šerif Brackett (Charles Cyphers) nastavljaju tražiti Myersa kada je jureći policijski auto slučajno pregazio Bena Tramera koji je nosio masku sličnu Myersovoj.
Nakon što je dospio u bolnicu, Myers je prerezao telefonske žice i ubio sve koji su ga pokušali zaustaviti. Ubio je stražara g. Garretta (Cliff Emmich) čekićem nakon čega je zadavio medicinskog tehničara Budda (Leo Rossi) i utopio medicinsku sestru Karen (Pamela Susan Shoop). Janet (Ana Alicia) primjećuje da Laurie čudno reagira na lijekove pa žuri do doktora Mixtera (Ford Rainey). Ušavši u njegov ured, pronašla je njegovo beživotno tijelo. Prije nego što je stigla pobjeći, Myers se pojavljuje iza nje i ubija je. Jimmy je tražio glavnu sestru Alves koju je pronašao u operacijskog sali, mrtvu. Žureći van, Jimmy se poskliznuo i onesvijestio. 
U međuvremenu, Dr. Loomis, slijedivši tragove, povezuje Myersa s Samhainom što pruža moguće objašnjenje njegove naizledne neuništivosti. Loomisova kolegica, Marion Chambers (Nancy Stephens), i maršal prekidaju Loomisa i obavještaju ga dae se mora vratiti u bolnicu pod pritiskom ureda guvernera Illinoisa. Putem, Marion kaže Loomisu da je Laurie Myersova mlađa sestra. Shvativši da je Myers namjerava ubiti Laurie, Loomis naređuje maršalu (John Zenda) da ga vrati u bolnicu gdje je Laurie.
U međuvremenu, Myers ubija medicinsku sestru Jill (Tawny Moyer) koja je tražila Laurie. Laurie bježi kroz kotlovnicu na parkiralište gdje je uočila ubijenog g. Garretta. Nije mogla upaliti ni jedan auto nakon čega primjećuje da su sve gume probušene. Jimmy uspjeva pobjeći iz bolnice do svog auta u kojem se ponovno onesvjestio i glavom zatrubio. Čuvši auto, Myers doznaje gdje se nalazi Laurie. Loomis, Marion i maršal u zadnji čas spašavaju Laurie. Marion odlazi do auta kako bi pozvala pomoć tijekom čega Myers ubija maršala. Laurie i Loomis bježe u operacijsku salu. Myers je ubo Loomisa u trbuh, a Laurie puca u Myersove oči. Loomis je ispunio salu eterom i kisikom. Nakon što je Laurie pobjegla iz operacijske sale, Loomis pali plinom ispunjenu salu koja bukne u plamenu i zapaljuje Myersa, ali i Loomisa. Myers, u plamenu, posrtavavši izlazi iz sale i kreće prema Laurie nakon čega pada mrtav na pod. Laurie odvoze u drugu bolnicu u zoru.